# Южноосетинска автономна област
Южноосетинска автономна област (Осетински: Хуссар Ирыстоны автономон бӕстӕ, на грузински: სამხრეთ ოსეთის ავტონომიური ოლქი) е автономна област в състава на Съветския съюз вътре в Грузинската ССР, създадена на 20 април 1922. Нейната автономия едностранно е отхвърлена на 10 декември 1990 от Върховния съвет на Грузинската ССР, което води до първата южноосетинска война. Днес нейната територия се контролира от отцепилата се република Южна Осетия.